# Manchhu
Mancchu (Machchhu, Machhu) – rzeka w zachodnich Indiach, w stanie Gujarat. Leży nad nią miasto Morvi. Dawniej znajdowała się na niej zapora wodna Morvi. 12 sierpnia 1979 doszło do jej wysadzenia, w wyniku czego ściana wody, która runęła z potężną siłą ze zbiornika nad zaporą zniszczyła miasto Morvi, zabijając według różnych źródeł od 1500 do 12000 osób.
Katastrofa zapory Machchhu-2 została uznana za jedną z najtragiczniejszych awarii hydrotechnicznych w historii Indii. Przyczyną katastrofy były intensywne opady monsunowe, które doprowadziły do przepełnienia zbiornika i przeciążenia konstrukcji zapory. W wyniku nagłego przerwania tamy potężna fala wody zmiotła całe dzielnice Morvi, niszcząc domy, mosty i infrastrukturę. Wiele ofiar zostało porwanych przez rwącą wodę, a katastrofa pozostawiła tysiące ludzi bez dachu nad głową. Raporty na temat liczby ofiar są rozbieżne – szacunki wahają się od 1 800 do nawet 25 000 zabitych. Tragedia ta stała się punktem zwrotnym w dyskusjach na temat bezpieczeństwa budowli hydrotechnicznych w Indiach i doprowadziła do zmian w regulacjach dotyczących ich projektowania i zarządzania.